# Masayuki Onishi
Masayuki Onishi (født 15. juli 1977) er en tidligere japansk fodboldspiller.
Han har spillet for flere forskellige klubber i sin karriere, herunder Yokohama F. Marinos og Albirex Niigata.